# Neomysis patagona
Neomysis patagona is een aasgarnalensoort uit de familie van de Mysidae. De wetenschappelijke naam van de soort is voor het eerst geldig gepubliceerd in 1907 door Zimmer.